# Xanthoparmelia leucostigma
Xanthoparmelia leucostigma är en lavart som beskrevs av Brusse. Xanthoparmelia leucostigma ingår i släktet Xanthoparmelia och familjen Parmeliaceae.   Inga underarter finns listade i Catalogue of Life.